# Cenit Polar
Cenit Polar es un tipo de criptografía scout y es una manera simple de escribir cifrado.

## Funcionamiento
La clave Cenit Polar se utiliza al cambiar las letras de la palabra "cenit" por las letras de la palabra "polar" en cada respectiva posición.
| C | E | N | I | T |
| P | O | L | A | R |

Las letras que no aparezcan en ninguna de las dos palabras se mantendrán de esa manera. Por ejemplo, la palabra "lis" (flor) sería, en Cenit Polar, "nas".
Otra manera de verlo es la siguiente:
| A | B | C | D | E | F | G | H | I | J | K | L | M | N | Ñ | O | P | Q | R | S | T | U | V | W | X | Y | Z |
| I | B | P | D | O | F | G | H | A | J | K | N | M | L | Ñ | E | C | Q | T | S | R | U | V | W | X | Y | Z |

## Otras Técnicas de Scout
- Clave +3 o Cifrado César desplazado en 3

La Clave +3 es una forma simple de escribir cifrado. Consiste en sumar 3 letras a cada letra del mensaje.
La palabra AMISTAD quedará así DOLVWDG.
Otra manera de verlo es la siguiente:
| A | B | C | D | E | F | G | H | I | J | K | L | M | N | Ñ | O | P | Q | R | S | T | U | V | W | X | Y | Z |
| D | E | F | G | H | I | J | K | L | M | N | Ñ | O | P | Q | R | S | T | U | V | W | X | Y | Z | A | B | C |

- Claves Agujerito y Murciélago

Estas claves tienen la diferencia de que cada letra que conforma la clave es reemplazada por un número y las demás letras no se modifican.
| A | G | U | J | E | R | I | T | O |
| 1 | 2 | 3 | 4 | 5 | 6 | 7 | 8 | 9 |

La palabra AMISTAD quedaría escrita como: 1m7s81d, pues las letras se repiten al no estar contenidas en la palabra "agujerito".
| M | U | R | C | I | E | L | A | G | O |
| 0 | 1 | 2 | 3 | 4 | 5 | 6 | 7 | 8 | 9 |

La palabra AMISTAD quedaría escrita como: 704st7d , pues las letras se repiten al no estar contenidas en la palabra "MURCIÉLAGO".
Otra manera de verlo es la siguiente:
Agujerito
| A | B | C | D | E | F | G | H | I | J | K | L | M | N | Ñ | O | P | Q | R | S | T | U | V | W | X | Y | Z |
| 1 | B | C | D | 5 | F | 2 | H | 7 | 4 | K | L | M | N | Ñ | 9 | P | Q | 6 | S | 8 | 3 | V | W | X | Y | Z |

Murciélago
| A | B | C | D | E | F | G | H | I | J | K | L | M | N | Ñ | O | P | Q | R | S | T | U | V | W | X | Y | Z |
| 7 | B | 3 | D | 5 | F | 8 | H | 4 | J | K | 6 | 0 | N | Ñ | 9 | P | Q | 2 | S | T | 1 | V | W | X | Y | Z |

- Código Morse

Esta clave lleva su nombre por uno de sus creadores, Samuel Morse. Él y sus colaboradores idearon un sistema de reemplazo de las letras y números dígitos por una combinación de rayas y puntos. Con ellas reemplazaban las letras, permitiendo transmitir un mensaje por medios electrónicos, auditivos o luminosos. En el caso scout también es posible usar papel.
| A   | B       | C       | D     | E | F       | G     | H       | I   | J       | K     | L       | M   | N   | Ñ         | O     | P       | Q       | R     | S     | T | U     | V       | W     | X       | Y       | Z       |
| · − | − · · · | − · − · | − · · | · | · · − · | − − · | · · · · | · · | · − − − | − · − | · − · · | − − | − · | − − · − − | − − − | · − − · | − − · − | · − · | · · · | − | · · − | · · · − | · − − | − · · − | − · − − | − − · · |

Por ejemplo, SOS es · · ·  / − − − / · · · 
Tabla de decodificación
| · | − | · · | · − | − · | − − | · · · | · · − | · − · | · − − | − · · | − · − | − − · | − − − | · · · · | · · · − | · · − · | · − · · | · − − · | · − − − | − · · · | − · · − | − · − · | − · − − | − − · · | − − · − | − − · − − |
| E | T | I   | A   | N   | M   | S     | U     | R     | W     | D     | K     | G     | O     | H       | V       | F       | L       | P       | J       | B       | X       | C       | Y       | Z       | Q       | Ñ         |